# Amerila communis
Amerila communis är en fjärilsart som beskrevs av Walker 1864. Amerila communis ingår i släktet Amerila och familjen björnspinnare. Inga underarter finns listade i Catalogue of Life.